# Dissenters
Dissenters is de in Groot-Brittannië en Nederland gebruikte aanduiding voor mensen tijdens het ancien régime die geen lid waren van de staatskerk (Anglicaanse Kerk) of de publieke kerk (gereformeerde kerk), maar van een andere kerk of geloofsgemeenschap.

## Nederland
De bekendste kerken die tot de dissenters gerekend worden waren in de Republiek der Zeven Verenigde Nederlanden de rooms-katholieken, de remonstranten, de doopsgezinden, de oudkatholieken en de lutheranen.

## Engeland
In Engeland waren de rooms-katholieken, de baptisten, de methodisten, de quakers en een groot aantal puriteinse groepen de belangrijkste dissenters. De Engelse dissenters speelden een belangrijke rol bij de kolonisatie van Noord-Amerika en stichtten onder andere de latere staten Massachusetts, Rhode Island en Pennsylvania.